# Dorothy Appleby
Pour les articles homonymes, voir Appleby.
Dorothy Appleby est une actrice américaine, née à Portland (Maine) le 6 janvier 1906, morte à Long Island (État de New York) le 9 août 1990. 

## Filmographie

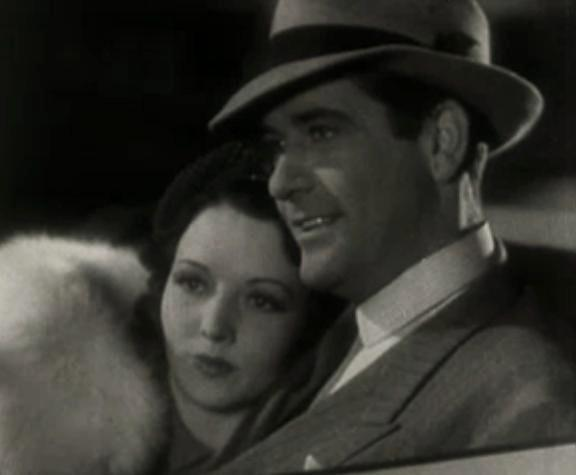
Dorothy Appleby et Grant Withers dans
Paradise Express (1937)

### Actrice

#### Cinéma
- 1927 : New York de Luther Reed : jeune fille (non créditée)
- 1927 : Paradise for Two de Gregory La Cava : jeune fille (non créditée)
- 1928 : Square Crooks : Kay Ellison
- 1931 : Under 18 de Archie Mayo : Elsie
- 1933 : King of the Wild Horses (en) d'Earl Haley : Napeeta
- 1933 : Trick for Trick (en) d'Hamilton MacFadden : Maisie Henry
- 1933 : Un cœur, deux poings (The Prizefighter and the Lady) de W. S. Van Dyke : femme dans le bar (non créditée)
- 1934 : As the Earth Turns : Doris
- 1934 : I Give My Love : Alice Henley
- 1934 : Aventure d'une évadée (School for Girls) de William Nigh : Florence Burns
- 1934 : Two Heads on a Pillow : Mitzie LaVerne
- 1935 : Charlie Chan in Paris de Lewis Seiler : Nardi
- 1935 : L'Ennemi public n°1 (Let 'em Have It) de Sam Wood : Lola
- 1936 : La Loi du plus fort (Riffraff) de J. Walter Ruben : Gertie
- 1936 : Lady of Secrets : Erma (non créditée)
- 1936 : North of Nome (en) de William Nigh  : Ruby
- 1937 : Fit for a King : serveuse (non créditée)
- 1937 : La Vie, l'Art et l'Amour (Live, Love and Learn) de George Fitzmaurice : Lou - le modèle de Bob (non créditée)
- 1937 : Make a Wish : fille au téléphone
- 1937 : Paradise Express de Joseph Kane : Kay Carson
- 1937 : Sea Racketeers : Dancer (non créditée)
- 1937 : Small Town Boy de Glenn Tryon : Sandra French
- 1938 : Making the Headlines de Lewis D. Collins : Claire Sandford
- 1939 : Femmes (The Women) de George Cukor : fille sous traitement (non créditée)
- 1939 : La Chevauchée fantastique  (Stagecoach) de John Ford : fille dans le saloon (non créditée)
- 1939 : The Flying Irishman de Leigh Jason : Maybelle - une serveuse (non créditée)
- 1939 : Veillée d'amour de John M. Stahl : Serveuse (non créditée)
- 1940 : Convicted Woman de Nick Grinde : Daisy
- 1940 : Gold Rush Maisie de Edwin L. Marin : la fille au chapeau (non créditée)
- 1940 : Le docteur se marie (The Doctor Takes a Wife) de Alexander Hall : femme dans la librairie (non créditée)
- 1940 : The Devil's Pipeline : Stewardess
- 1941 : L'Entraîneuse fatale (Manpower) de Raoul Walsh : Wilma
- 1941 : La Grande évasion (High Sierra) de Raoul Walsh : Margie - petite amie de Joe (non créditée)
- 1942 : Small Town Deb : partenaire de danse de Tim (non créditée)

#### Courts-métrages
- 1934 : Fate's Fathead
- 1934 : Jailbirds of Paradise
- 1934 : You Said a Hatful!
- 1938 : The Old Raid Mule
- 1939 : Andy Clyde Gets Spring Chicken
- 1940 : A Bundle of Bliss
- 1940 : Cookoo Cavaliers
- 1940 : From Nurse to Worse
- 1940 : His Ex Marks the Spot
- 1940 : Nothing But Pleasure
- 1940 : Pardon My Berth Marks
- 1940 : Rockin' Thru the Rockies
- 1940 : The Spook Speaks
- 1940 : The Taming of the Snood
- 1941 : Black Eyes and Blues
- 1941 : General Nuisance
- 1941 : In the Sweet Pie and Pie
- 1941 : So Long Mr. Chumps
- 1941 : Yankee Doodle Andy
- 1941 : Yumpin' Yimminy!
- 1942 : Loco Boy Makes Good
- 1942 : Three Blonde Mice
- 1942 : What Makes Lizzy Dizzy?
- 1942 : What's the Matador?
- 1943 : Pitchin' in the Kitchen

### Parolière

#### Cinéma
- 1939 : The Flying Irishman

#### Courts-métrages
- 1934 : Fate's Fathead